# NBA Elite 11
NBA Elite 11 é um jogo eletrônico parte da série de jogos NBA Live que foi desenvolvido pela EA Sports e publicado pela Electronic Arts e lançado em 6 de outubro de 2010. A Capa do jogo mostra Kevin Durant, ala do Oklahoma City Thunder. Inicialmente seria lançado para PlayStation 3, Xbox 360 e iOS, mas as versões PlayStation 3 e Xbox 360 canceladas.